# Écoulement supersonique

Profils subsonique (1)
et trans-sonique (2)
(A:Zone d’écoulement supersonique)

Un écoulement est dit supersonique si sa vitesse est supérieure à celle du son (dans cet écoulement). L'écoulement supersonique est caractérisée par un nombre appelé nombre de Mach M=U/a, où U est la vitesse du fluide et a, la vitesse du son.
a=sqrt(γrT).
- M<1 alors l'écoulement est subsonique
- M~1, l'écoulement est dit transsonique
- 5>M>1,l'écoulement est supersonique
- M>5, l'écoulement est hypersonique